# محوطه لمبران
محوطه لمبران مربوط به هزاره اول قبل از میلاد است و در شهرستان طالقان، روستای گته ده واقع شده و این اثر در تاریخ ۱۲ بهمن ۱۳۸۱ با شمارهٔ ثبت ۷۰۷۵ به‌عنوان یکی از آثار ملی ایران به ثبت رسیده است.